# Corea del Nord ai XXIII Giochi olimpici invernali
La Corea del Nord ha partecipato ai XXIII Giochi olimpici invernali, che si sono svolti dal 9 al 28 febbraio 2018 a Pyeongchang in Corea del Sud, con una delegazione composta da 10 atleti.

## Pattinaggio di figura
La Corea del Nord ha qualificato nel pattinaggio di figura due atleti, in seguito al 2017 CS Nebelhorn Trophy.
| Gara   | Atleta                 | Programma corto | Programma corto | Programma libero | Programma libero | Totale | Totale    |
| Gara   | Atleta                 | Punti           | Posizione       | Punti            | Posizione        | Punti  | Posizione |
| ------ | ---------------------- | --------------- | --------------- | ---------------- | ---------------- | ------ | --------- |
| Coppie | Ryom Tae-ok Kim Ju-sik | 69,4            | 11ª Q           | 124,23           | 12ª              | 193,63 | 13ª       |

## Sci alpino
| Gara                      | Atleta           | Tempo     | Tempo     | Tempo   | Posizione |
| Gara                      | Atleta           | 1ª manche | 2ª manche | Totale  | Posizione |
| ------------------------- | ---------------- | --------- | --------- | ------- | --------- |
| Slalom speciale maschile  | Choe Myong-gwang | 1'09"42   | 1'13"39   | 2'22"81 | 43º       |
| Slalom speciale maschile  | Kang Song-il     | 1'11"43   | DNF       | DNF     | DNF       |
| Slalom gigante maschile   | Choe Myong-gwang | 1'38"67   | 1'33"34   | 3'12"01 | 75º       |
| Slalom gigante maschile   | Kang Song-il     | 1'32"03   | 1'29"99   | 3'02"02 | 74º       |
| Slalom speciale femminile | Kim Ryon-hyang   | 1'18"17   | 1'19"81   | 2'37"98 | 54ª       |
| Slalom gigante femminile  | Kim Ryon-hyang   | 1'40"22   | DSQ       | DSQ     | DSQ       |

## Sci di fondo
| Evento                         | Atleta         | Tempo   | Tempo   | Tempo   | Distacco | Distacco | Distacco | Posizione | Posizione |
| ------------------------------ | -------------- | ------- | ------- | ------- | -------- | -------- | -------- | --------- | --------- |
| 15 km tecnica libera maschile  | Han Chun-gyong | 42'29"2 | 42'29"2 | 42'29"2 | +8'45"3  | +8'45"3  | +8'45"3  | 101º      | 101º      |
| 15 km tecnica libera maschile  | Pak Il-chol    | 43'43"4 | 43'43"4 | 43'43"4 | +9'59"5  | +9'59"5  | +9'59"5  | 107º      | 107º      |
| 10 km tecnica libera femminile | Ri Yong-gum    | 36'40"4 | 36'40"4 | 36'40"4 | +11'39"9 | +11'39"9 | +11'39"9 | 89ª       | 89ª       |

## Short track
| Gara            | Atleta         | Batteria | Batteria | Quarto di finale | Quarto di finale | Semifinale      | Semifinale      | Finale          | Finale          |
| Gara            | Atleta         | Tempo    | Pos.     | Tempo            | Pos.             | Tempo           | Pos.            | Tempo           | Pos.            |
| --------------- | -------------- | -------- | -------- | ---------------- | ---------------- | --------------- | --------------- | --------------- | --------------- |
| 500 m maschile  | Jong Kwang-bom | DSQ      | DSQ      | non qualificato  | non qualificato  | non qualificato | non qualificato | non qualificato | non qualificato |
| 1500 m maschile | Choe Un-song   | 2'18"213 | 6°       | N.D.             | N.D.             | non qualificato | non qualificato | non qualificato | non qualificato |